# Ataques criminosos no Rio Grande do Norte em 2016
O Rio Grande do Norte sofreu uma série de ataques criminosos entre os dias 29 de julho e 10 de agosto de 2016. A motivação dos ataques, segundo o Governo do Estado, seria a instalação de bloqueadores de sinal de celular em presídios do Estado.
Os ataques começaram com uma série de ônibus do transporte público de Natal e região metropolitana incendiados. Os atentados se espalharam para o interior do Estado e atingiram carros particulares, postos de combustíveis, repartições públicas, delegacias de polícia, pontos turísticos e agências bancárias.
Os ataques afetaram o funcionamento do transporte público, além do comércio, colégios, universidades e eventos culturais.
Em 3 de agosto, o Ministério da Defesa enviou 1.200 militares ao Estado, que começaram a patrulhar as ruas de Natal e região metropolitana com o intuito de controlar a situação.
Até o dia 4 de agosto, foram registrados 106 ataques em mais de 33 municípios do Estado e mais de 100 pessoas foram detidas. Os ataques terminaram em 10 de agosto após a chegada das Forças Armadas, totalizando entre 111 e 112 ataques entre 33 e 38 cidades do Estado.